# Греческая мафия
Греческая мафия (греч. Ελληνική μαφία) — этнические организованные преступные группировки, состоящие из этнических греков и действующие как в самой Греции, так и за её пределами, в странах в которых имеется греческая диаспора. Крупную организованную преступность, такую как греческая мафия, не следует путать с греческими уличными бандами, которые относятся к более мелкой уличной преступности.
Организованные преступные группы прочно обосновались в крупнейших городских центрах Греции, особенно в Афинах. Организованная преступность процветает в Греции отчасти благодаря широко распространённой политической коррупции в самой стране. Помимо собственно греческих преступных организаций, в Греции в сотрудничестве с местными преступными синдикатами действуют сицилийская мафия, каморра, а также албанские, румынские и сербские мафиозные группы.

## Деятельность
Значительное количество греческих организованных преступных групп сосредоточено в Афинах. Однако многие группировки действуют в других городах и даже деревнях. Преступные кланы могут иметь свое происхождение со всей Греции: мафиозные группы в крупных городах особенно активно вовлечены в рэкет, контрабанду нефти, отмывание денег, незаконные торговлю оружием и наркотиками, а также убийства. В целом греческие организованные преступные группировки действуют как в материковой части Греции, так и в других странах Европы. Их деятельность в основном сосредоточена на контрабанде сигарет и торговле марихуаной, гашишем и оружием.
Преступные группы в материковой части Греции также наживаются на деятельности коррумпированных чиновников. Оружие, наркотики и нелегальная нефть переправляются греческими преступными организациями, часто в сотрудничестве с албанскими или русскими мафиозными группами, из местных морских портов в другие, такие как Неаполь или Антверпен. Греция является крупным центром выращивания марихуаны в Европе. Выращенная на отдалённых фермах и полях, в основном на острове Крит и полуострове Пелопоннес, оттуда она проникает в большинства западных и центральноевропейских городов, несмотря на усилия, предпринятые для того, чтобы остановить это явление. Крит известен наличием за пределами городских центров семейных преступных кланов, занимающихся выращиванием и продажей марихуаны как внутри страны, так и на международном уровне, а также похищением людей и незаконным оборотом оружия, часто в сотрудничестве с албанской мафией. Примером может служить деревня Зониана, известная как центр критских наркобаронов, таких как семья Парасири. Греческая мафия расширяется и в географическом плане, пытаясь поставить под свой контроль туристические регионы. Также, она занимается выдачей фальшивых или украденных виз и паспортов албанцам.
На международном уровне греческая мафия в основном занимается контрабандой и сделками на чёрном рынке, объединяя при этом граждан разных стран. В этом отличии греческой организованной преступности от, например, неаполитанской каморры, которая предпочитает в основном вымогательство и рэкет. Азартные игры, в том числе, ставки на скачках, также всегда привлекали особое внимание греческой мафии. Из-за необходимости проникать в различные виды бизнеса в разных странах и активного участия в международной контрабанде греческие мафиозные синдикаты чаще напоминают профессиональные международные картели, а не традиционные организованные преступные группы.

## Крестные отцы ночи
В Греции местных криминальных авторитетов называют νονοί της νύχτας (переводится как «Крёстные отцы ночи»). Нередко, греческие преступные группы могут выступать в качестве владельцев ночных клубов, часто используя их как штаб-квартиры и опорные пункты.
В отличие от сицилийской или албанской мафии, греческие преступные группы следуют той же структуре, что и «мильё» во Франции или «пенозе» в Нидерландах. Внутри страны это в основном довольно мелкие организованные преступные группы, обычно семейные, которые сотрудничают с друг с другом, а время от времени враждуют.
В Греции на 2011 год насчитывалось 217 криминальных авторитетов. По данным на весну 2022 года только в Аттике действовало пять крупных банд, костяк каждой из которых состоит из 10-15 человек. По оценкам полиция, с начала 1990-х годов было убито более 60 человек, связанных с греческой мафией. Большинство этих убийств было произошли из-за передела территорий между соперничающими бандами. Так, в период с 2005 года по июнь 2009 года полиция зафиксировала шестнадцать убийств, большинство из которых были связаны с войной между двумя бандами западных пригородов Афин и в основном со спором между двумя заключёнными «крёстными отцами ночи». Очередная война внутри греческой мафии началась в 2017 году, и за последующие пять лет было убито более 20 человек, в том числе, такие крупные лидеры организованной преступности Греции как Василис Стефанакис и Яннис Скафтурос.
Начиная с 2010-х годов под давлением Европейского союза Греция усилила борьбу с мафией, в первую очередь с контрабандой, произведя в сотрудничестве с европейскими правоохранительными органами многочисленные аресты и иным образом выводя из строя преступные организации.

## За пределами Греции

### Северная Америка
Североамериканские города с большими греческими общинами традиционно были домом для греческих преступных организаций, хорошо известными из которых являются нью-йоркская Организация Веленцаса, Филадельфийская греческая мафия и канадский преступный синдикат Войдониколаса-Георгакопулоса-Леутсакоса (Лаконский преступный синдикат) Эти организации тайно действовали десятилетиями и известны своей влиянием и связями с итало-американской мафии. Греко-американские преступные группы различаются по степени своих связей с греческими мафиозными группами в Европе; некоторые греко-американские преступные группы слабо связаны или даже полностью независимы от греческой мафии в Европе, в то время как другие могут быть по существу американскими филиалами греческих синдикатов в Европе.
Греческая мафия всегда умела работать с другими этническими группами наряду, что давало им определённые преимущества перед другими организациями. Филадельфийская греческая мафия в 1960-х—1970-х активно сотрудничала с местной семьёй Бруно. Несколько греко-американских гангстеров также принимали активное участие в итало-американской чикагской мафии. Самым высокопоставленным неитальянским гангстером в Чикаго был Гас Алекс, чья семья эмигрировала в Чикаго из деревни Альпохори в Ахее. Чикагская семья, в отличие от Пяти семей Нью-Йорка, имеет давнюю традицию, восходящую к Аль Капоне, позволять неитальянцам занимать действительно важные и влиятельные должности. Гас Алекс более 30 лет был высокопоставленным членом Чикагской мафии, войдя в её историю как «один из самых хитрых и ловких мошенников».
Самый печально известный гангстер греко-американского происхождения — Майкл Тевис, мультимиллионер, порнограф и осуждённый убийца, проживавший в Атланте (штат Джорджия), но имевший тесные связи с Пятью семьями Нью-Йорка и кланом Декавальканте из Ньюарка (штат Нью-Джерси). Использование Тевисом ненужного насилия как против реальных, так и воображаемых врагов и конкурентов было настолько экстремальным, что его сравнивали с Тони Монтаной из фильма «Лицо со шрамом» 1983 года.

### Греческая мафия в России
В 1994 году на Северном Кавказе началась криминальная война между армянским и греческим криминальными кланами. В ходе этого конфликта было убито более 30 человек, примерно столько же пропало без вести. 22 февраля 1997 года в ресторане «Колос» в Пятигорске несколько вооружённых автоматами киллеров убили одного из лидеров армянской ОПГ по прозвищу Гено и шестерых его приятелей, ещё четыре человека были тяжело ранены.
Позже правоохранительными органами были арестованы несколько армянских криминальных авторитетов. Участники греческой ОПГ решили воспользоваться ситуацией и окончательно уничтожить конкурентов. В августе 1998 года в Сочи в ресторане «Рубин» были убиты трое и ранены ещё пять человек. Среди погибших были братья Юрий и Георгий Юноевы, которые, предположительно, были связаны с армянской группировкой. Через месяц, рядом с кафе «Оазис», в котором должна была пройти сходка армянских бандитов, была взорвана армейская мина. Но армянские преступники в тот вечер туда не приехали. Жертвами взрыва стали случайные люди — три человека погибли, семеро получили тяжёлые ранения. 26 октября в Ессентуках в ресторане «Бристоль» двоими киллерами были убиты вор в законе Алексей Хаширов (Хашир) и криминальный авторитет Александр Нугаев. Двое их спутников были тяжело ранены. Хаширов и Нугаев принадлежали к греческому криминальному клану.

### Нидерланды
Нидерланды, во многом благодаря наличию крупных морских торговых портов, таких как Роттердамский и Амстердамский, являются крупным транзитным узлом международных (и часто неотслеживаемых) контрабандистских сетей. Кроме того, «терпимые» законы в отношении каннабиса делают продажу и использование марихуаны законными в Нидерландах. Однако выращивание и транспортировка каннабиса по-прежнему незаконны. Это формирует крупный рынок с высоким спросом на продукцию контрабандистов. В результате, в Нидерландах активно действуют греческие картели. Однако преследование их членов затруднено из-за неиерархического характера организаций.

### Африка
В Африке относительно небольшой греческий преступный синдикат на протяжении 1980-х и 1990-х годов управлял сетью казино по всей Центральной Африке, а также в ЮАР.

### Другие страны
Сообщается, что в греко-австралийском сообществе существует значительная субкультура организованной преступности.
Известно, что помимо самого Кипра преступные кланы греков-киприотов действуют в Соединённом Королевстве и Южной Африке.
Среди понтийских греков также существует организованная преступность. Как и киприоты, понтийские греки, оставаясь этническими греками, имеют свои собственные отличительные традиции.